# Karl Sieg
Karl Sieg (* 6. Mai 1911 in Berlin; † 15. März 1998 in Hamburg) war ein deutscher Jurist und Hochschullehrer.

## Leben und Wirken
Karl Sieg war der Sohn eines Kaufmanns aus Berlin. Nach dem Abitur 1930 in Berlin-Köpenick studierte er Rechtswissenschaften an der Humboldt-Universität zu Berlin. Nach der bestandenen juristischen Staatsprüfung 1934 promovierte er zwei Jahre später über ein staatsrechtliches Thema. Anschließend ging er nach Hamburg, wo er aus finanziellen Gründen für eine Versicherungsgesellschaft arbeitete. Sieg absolvierte ein Referendariat und arbeitete ab 1937 als Assistent des Versicherungsjuristen Hans Möller an der Universität Hamburg. Während des Zweiten Weltkriegs musste er von 1939 bis 1945 Kriegs- und Militärdienst leisten und geriet in Kriegsgefangenschaft. Nach der 1947 bestandenen zweiten juristischen Staatsprüfung folgte 1949 die Habilitation bei Hans Möller. Seine Habilitationsschrift hatte den Titel „Ausstrahlungen der Haftpflichtversicherung. Geschichtliche, materiellrechtliche und prozessuale Studien zur Stellung der Drittgeschädigten.“

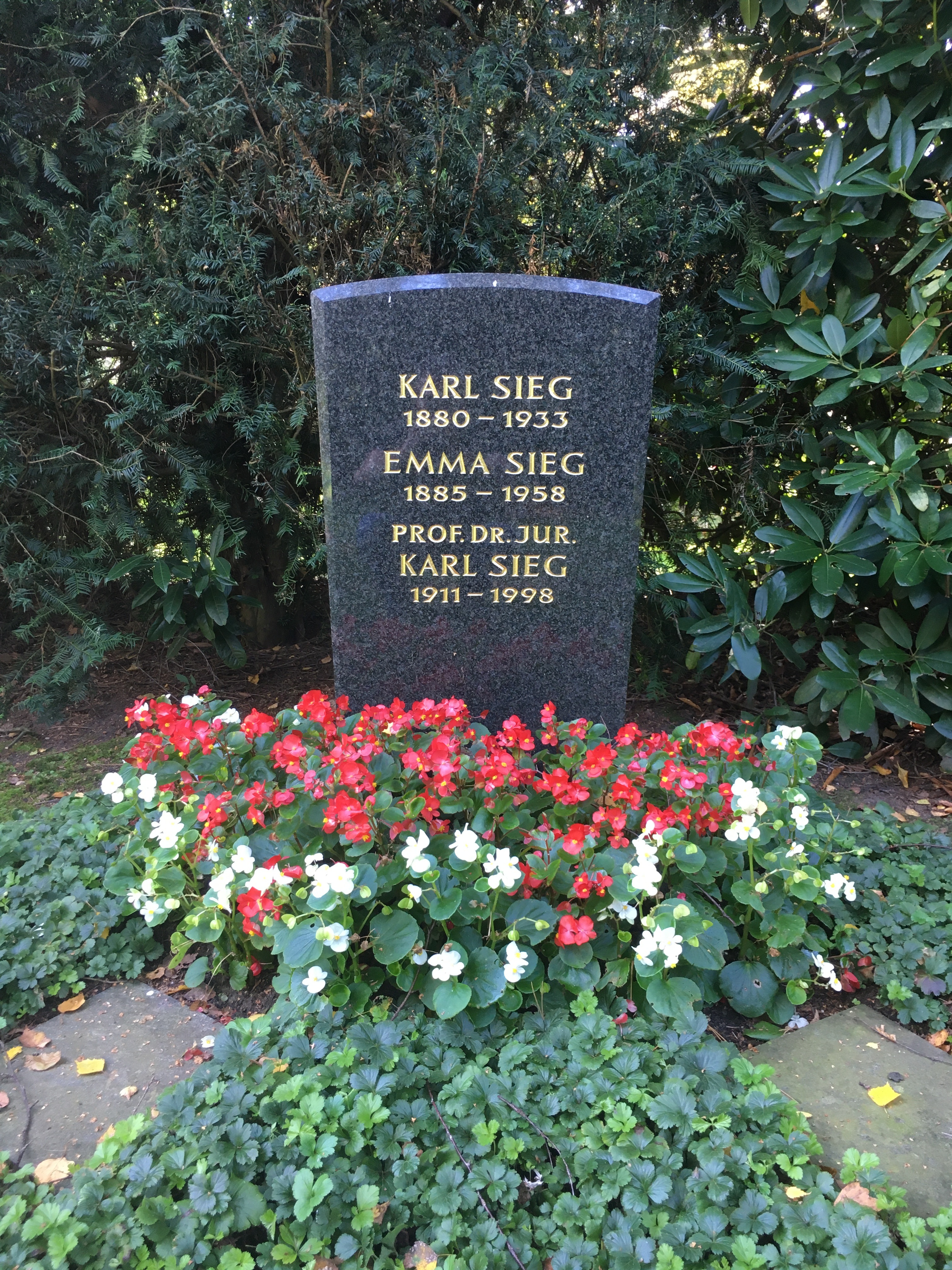
Grabstätte auf dem Friedhof Ohlsdorf

1950 trat er eine Stelle als Landesgerichtsrat bei der Hamburger Justiz an. Von 1953 bis 1963 arbeitete er als Oberlandesgerichtsrat beim Hanseatischen Oberlandesgericht. Parallel war Sieg von 1949 bis 1954 als Privatdozent und im Anschluss daran bis 1963 außerplanmäßiger Professor an der Universität Hamburg. Eine Stelle als Ordinarius der Freien Universität Berlin hatte er von 1963 bis 1973 inne. Danach leitete er bis zur Emeritierung 1978 den Lehrstuhl für Bürgerliches, Handels- und Versicherungsrecht von Hans Möller an der Hamburger Universität.
Karl Sieg beschäftigte sich insbesondere mit Fragen der Versicherungsrechtswissenschaft, die in der zweiten Hälfte des 20. Jahrhunderts angesiedelt waren. Auch das Zivil-, Handels- und Wertpapierrecht gehörte zu seinen Schwerpunkten. Darüber hinaus befasste er sich mit dem Haftungs- und Transportrecht, dem Prozessrecht im Verfahrens-, Zwangsvollstreckungs- und Insolvenzrecht, dem Sozialversicherungsrecht und dem Rechtsvergleich. Die Themen Versicherung und Haftung bearbeitete er auch nach seiner Habilitationsschrift weiter. Zudem behandelte er den Schutz geschädigter Außenstehender und den Umgang mit versicherten und mitversicherten Personen.
Seine letzte Ruhestätte erhielt Karl Sieg auf dem Friedhof Ohlsdorf. Die Grabstätte liegt im Planquadrat P 35 nordöstlich von Kapelle 10.

## Werke
Ab 1980 gab Karl Sieg den Versicherungs-Großkommentar Bruck/Möller/Sieg heraus. Er verfasste ein Kurzlehrbuch, das breiten Anklang fand und unter dem Titel Allgemeines Versicherungsrecht 1994 in dritter Auflage erschien. Von 1953 bis zu seinem Tod schrieb er fortwährend bedeutende Artikel für die Zeitschrift Versicherungsrecht. Während seiner Zeit als Hochschullehrer betreute er mehrere Habilitationen und Dissertationen und unterstützte somit zahlreiche Studenten.